# Rock My Body (cântec de Inna)
„Rock My Body” este o melodie înregistrată de cântăreața română Inna, alături de DJ-ul olandez-marocan R3HAB. Spinnin' Records și Global Records au lansat-o pentru descărcare digitală și streaming pe 28 aprilie 2023 ca single și include un sample din hitul de succes al DJ-ului german Sash!, „Ecuador” (1997). Un videoclip muzical cu R3HAB și INNA a fost lansat la o zi după difuzarea piesei. 
"Rock My Body" a fost produsă de R3HAB, Erik Smaaland, Kristoffer Tømmerbakke.
Piesa a fost un succes internațional, ajungând să fie difuzată în majoritatea țarilor europene. Syndicat National de l'Édition Phonographique (SNEP) a acordat cântecului o certificare de aur în Franța, la doar 4 luni de la lansare, cu 50 de mii de single-uri vândute. Tot aici, R3HAB și INNA au fost invitați de postul de radio NRJ, unde au și acordat un interviu. În Paris, cei doi au cântat melodia pe acoperișul unei locuințe, făcând parte din seria Deezer Rooftop Sessions, Deezer fiind una dintre cele mai importante platforme de distribuire audio din lume. În țară, melodia a petrecut 19 săptămâni în top 10 cele mai difuzate piese românești, atingând ca poziție maximă locul 2, conform Media Forest România. Melodia a intrat în heavy-rotation la majoritatea posturilor importante de radio românești, unde a ocupat poziții fruntașe.

## Clasamente
| Clasament            | Poziția maximă |
| -------------------- | -------------- |
| Virgin Radio România | 1              |
| PRO FM               | 1              |
| Kiss FM              | 1              |
| The Voice            | 1              |
| Pirate Radio         | 1              |
| România - Airplay    | 2              |
| Radio ZU             | 2              |
| Hits 1 Radio         | 2              |
| Radio Fresh          | 4              |
| Radio Vitosha        | 4              |
| Olanda - Airplay     | 9              |
| Bulgaria - Airplay   | 12             |
| Valonia - Airplay    | 12             |
| Rusia - Airplay      | 13             |
| Flandra - Airplay    | 29             |
| Franța - Airplay     | 32             |
| Suedia - Airplay     | 79             |